# Ресурси і запаси ніобію
Ресурси та запаси ніобію (рос. ресурсы и запасы ниобия, англ. niobium resources and reserves, нім. Ressourcen f pl und Vorräte m pl an Niob).

## Загальна характеристика
Світові прогнозні ресурси ніобію оцінюються в 120 млн т (в перерахунку на Nb2O5). Приблизно 96 % прогнозних ресурсів пов'язано з карбонатитами і корами їх вивітрювання, інші — з лужними гранітами, лужними сієнітами, нефеліновими сієнітами, пегматитами і розсипами. Перше місце за величиною прогнозних ресурсів займає Південна Америка, де в надрах сконцентровано бл. 80 % ресурсів світу, друге — Африка, третє — Австралія. За останні 3–4 роки виявлені значні ресурси в Азії (Індія, Саудівська Аравія, Північна Корея і ін.) — понад 2 млн т, в Ґренландії та США — до 1 млн т, Африці (Танзанія, Уганда і ін.) — бл. 1 млн т. Серед країн світу перше місце за прогнозними ресурсами ніобію займає Бразилія, друге — Росія.
Світові загальні запаси пентоксиду ніобію на 01.01.1998 р. становили 10,4 млн т. На перше місце вийшла Азія, включаючи Росію з унікальним Томторським родовищем, на яке припадає бл. 58 % загальних запасів пентоксиду ніобію у світі. На другому місці — Південна Америка з відомими родовищами Араша, Тапіра (Бразилія) і ін. На частку Африканського континенту припадає 2 % запасів світу, а на Австралію — 1 %.
Одне з найбільших у світі ніобієвих родовищ — Сейс-Лагос (Бразилія). Але воно розташоване на території національного парку "Morro dos Seis Lagos Biological Reserve" і не буде розроблятися в найближчі десятиріччя.
Стратегічні запаси ніобію США в середині 1990-х років становили сумарно 876 т (в перерахунку на метал), у тому числі 20 т чистого металу, 163 т — у фероніобію, 313 т — в пірохлоровому концентраті, бл. 380 т — в некондиційних концентратах.
Табл. Світовий видобуток ніобію
(тонн у перерахунку на метал Nb)
| Країни    | 2004 р. | 2005 р. |
| Бразилія  | 29900   | 29900   |
| Канада    | 3450    | 3400    |
| Австралія | 200     | 200     |
| Нігерія   | 170     | 170     |
| Мозамбік  | 130     | 110     |
| Руанда    | 63      | 63      |
| ДР Конго  | 52      | 52      |
| Ефіопія   | 6       | 6       |
| Уганда    | 8       | 2       |
| Намібія   | 1       | 1       |
| Всього    | 34000   | 33904   |

У основу класифікації ендогенних родовищ ніобію покладено речовинний склад руд, геолого-морфологічні особливості рудних тіл і ніобій-танталове відношення (Nb2O5 : Ta2O5), оскільки абсолютна більшість родовищ — комплексні. Виділяється шість головних геолого-промислових типів ендогених ніобієвих родовищ: 1) рідкіснометалічно-пегматитовий, 2) рідкіснометалічно-гранітовий (квальмітовий), 3) метаморфогенний, 4) лопаритовий в розшарованих агпаїтових нефелінових сієнітах; 5) карбонатитовий і 6) альбітитовий. Крім того, джерелом ніобію є руди комплексних рідкіснометалічних родовищ різних формацій (рідкісноземельних, залізо-титанових і залізо-фосфорних, оловорудних і ін.), в яких ніобій і тантал присутні як попутні компоненти. Екзогенні родовища ніобію нерозривно пов'язані з ендогенними, оскільки являють собою кори вивітрювання останніх або розсипи ближнього зносу, що виникли, як правило, за рахунок перемивання кір вивітрювання.
Основними геолого-промисловими типами ніобієвих родовищ, з якими пов'язано 94 % світових підтверджених запасів цього металу, є карбонатити і кори їх вивітрювання. Бл. 6 % запасів сконцентровано в родовищах, пов'язаних з рідкіснометалічними лужними гранітами, нефеліновими сієнітами, пегматитами і ін.
У природі загалом відомо понад 100 мінералів ніобію, здебільшого складних оксидів. Основне промислове значення мають: пірохлор (Ca, Na)2Nb2O6(OH, F) із вмістом Nb2O5 40,5–82,5 %, пірохлор стронціїсто-баріїстий (пандаїт) (Ba, Sr)2 (Nb, Ta)2O6 (O, OH)7 з 64–67 % Nb2O5, лопарит (Na, Ce, Ca) (Ti, Nb)O3 з вмістом Nb2O5 3,5–12,8 %, колумбіт (Fe, Mn) Nb2O6 с 57–73 % Nb2O5, ільменорутил (ніобіїстий рутил) (Ti, Nb, Ta, Fe)O2 з 4,5–33,5 % Nb2O5.

## По країнах
Провідна роль в мінерально-сировинній базі ніобію належить Бразилії (73,9 %), Канаді (8,8 %) та Габону (7,6 %). На інші країни припадає менше 10 % підтверджених запасів.

У Бразилії, яка є провідним продуцентом ніобію у світі (88 % виробництва концентратів), родовища знаходяться в основному у відомих гірничорудних районах штатів Мінас-Жерайс і Гояс. Руди локалізовані в латеритних корах вивітрювання карбонатитів і не вимагають інтенсивного дроблення. Потужності рудоносних кір досягають 200 м, покривів — від 0,5 м до 40 м. Середній вміст Nb2O5 в рудах — 2,5 %. Розробка ведеться відкритим способом. Див. Араша (копальня)
У Канаді — другому виробникові ніобієвих концентратів у світі (бл. 11 % в перерахунку на метал), руди нижчої якості. Середній вміст пентоксиду ніобію в рудах, що розробляються, 0,6-0,7 %. Корінні руди дрібнозернисті і для виділення корисних компонентів вимагають дроблення до тонких фракцій. Негативною якістю канадських руд є їх підвищена радіоактивність (у пірохлорі міститься до 10 % U3O8).
У Китаї і Індії розробляють в основному пегматитові родовища з невисокими вмістами пентоксиду ніобію в рудах, однак рудні мінерали в них візуально помітні, що дає можливість вести селективне збагачення з рудорозбіркою.
Родовища ніобію Малайзії — розсипні, відпрацьовуються значною мірою старательським способом.
У Росії відпрацьовується тільки Ловозерське родовище з комплексними рудами (рудники і збагачувальні фабрики Карнасурт і Умбозеро). Крім лопаритового концентрату, на збагачувальних фабриках отримують нефелін-польовошпатовий і егіриновий концентрати. Кінцевими продуктами переробки є чисті метали і технічні пентоксиди ніобію, танталу, індивідуальні оксиди і сполуки рідкісноземельних металів церієвої групи.
В Україні руди ніобію не видобуваються. Промислові концентрації ніобію виявлені в комплексних родовищах та рудопроявах у межах центральної, південно-східної та північно-східної частини Українського щита. Крім того, перспективним є Мазурівське родовище рідкісних металів у Донецькій області. Щорічна потреба країни у ніобієвих концентратах — 1000—1200 т.